# La Villeneuve-sous-Thury
La Villeneuve-sous-Thury település Franciaországban, Oise megyében. Lakosainak száma 141 fő (2022. január 1.). La Villeneuve-sous-Thury Autheuil-en-Valois, Mareuil-sur-Ourcq, Marolles és Thury-en-Valois községekkel határos.

## Népesség
A település népességének változása:
| Lakosok száma | 172  | 163  | 168  | 164  | 160  | 155  | 151  | 146  | 141  |
|               | 2013 | 2015 | 2016 | 2017 | 2018 | 2019 | 2020 | 2021 | 2022 |